# João Paulo Queiroz
João Paulo Queiroz, (Aveiro, Aveiro; 13 de outubro de 1966), é um artista plástico que reside e trabalha em Lisboa e que, desde os anos 90, desenvolveu uma produção artística regular e ininterrupta.
João Paulo Queiroz formou-se em Pintura na Escola Superior de Belas Artes de Lisboa (hoje Faculdade de Belas Artes da Universidade de Lisboa) e completou o mestrado em Comunicação no Instituto de Ciências do Trabalho e da Empresa. Completou o doutoramento em Arte Multimédia na FBAUL onde é professor.
É também professor nos cursos de doutoramento em Educação Artística da Universidade do Porto e de doutoramento em Artes da Universidade de Sevilha.
João Paulo Queiroz é coordenador do Congresso Internacional CSO, Criadores Sobre outras Obras (anual, desde 2010) e diretor das revistas académicas Estúdio, ISSN 1647-6158, Gama ISSN 2182-8539, e Croma ISSN 2182-8547. É coordenador do Congresso Matéria-Prima, Práticas das Artes Visuais no Ensino Básico e Secundário (anual, desde 2012). Dirige a Revista Matéria-Prima, ISSN 2182-9756.
É Presidente da direção da Sociedade Nacional de Belas-Artes desde 2017. Foi Presidente do CIEBA, Centro de Investigação e Estudos em Belas-Artes da ULisboa, entre 2016 e 2020. 
A par da atividade como professor desenvolve produção artística, centrada no tema da paisagem, com uma particular incidência na região em torno de Valinhos, Fátima. Esta ligação profunda com um lugar específico manifesta-se em exposições como "Na Paisagem", em Porto Alegre, que apresentou desenhos de pequena escala retratando paisagens. Esta exposição foi acompanhada por um seminário sobre "Repetição e Serialização em Práticas Artísticas Contemporâneas", sublinhando a importância deste tema na sua investigação artística. O seu trabalho desenvolve-se frequentemente através da observação contínua e da representação repetida do mesmo local, desde os anos 90, resultando em séries de desenhos/pinturas produzidos ao longo do tempo. 
Queiroz produz um grande número de pinturas de pequeno formato, utilizando frequentemente pastel de óleo sobre papel. A exposição "cem vezes uma árvore" é um exemplo, reunindo 112 desenhos inéditos representando a mesma árvore em diferentes momentos sequentes.
A repetição e a serialização são conceitos chave na obra de Queiroz. O grande volume de trabalho produzido em séries como a de "dias a fio" sublinha esta ideia de exploração sistemática.
Desde 2005, tem vindo a desenvolver o seu trabalho através da repetição da observação e representação do mesmo lugar.
Durante os meses de verão, produz conjuntos de desenhos diariamente numa área geográfica limitada. O ato deliberado de repetição e serialização no seu trabalho indica uma estrutura conceptual que vai além da mera representação. Sugere uma exploração do tempo, da percepção e das variações subtis num tema aparentemente estático. Esta abordagem pode estar ligada a ideias de resistência e persistência na arte.
João Paulo Queiroz foi agraciado com o Prémio de Pintura Gustavo Cordeiro Ramos pela Academia Nacional de Belas-Artes em 2004.